# Sentinel Peak (Washington)
Der Sentinel Peak ist ein Berg in der Glacier Peak Wilderness des North-Cascades-Nationalparks. Der Gipfel ist Teil der Ptarmigan Traverse.